# Aurélien Rigaux
Pour les personnes ayant le même patronyme, voir Rigaux.
Aurélien Rigaux, né le 14 mai 1988 à Saint-Omer, dans le Pas-de-Calais, est un joueur français de basket-ball. Il évolue au poste de meneur.

saison 2022/2023 BC Orchies